# Liebe ist zollfrei
Liebe ist zollfrei ist der Titel einer 1941 veröffentlichten Politkomödie mit Propagandafunktion der Wien-Film im Deutschland angeschlossenen Österreich. Regie führte E. W. Emo.

## Handlung
Die österreichische Regierung befindet sich mal wieder in akuter Geldnot und so kommt man auf die verwegene Idee, die Zölle an ein Schweizer Banken-Konsortium zu verpachten. Die Angelegenheit soll natürlich möglichst lange streng geheim bleiben. Alles unter Dach und Fach fährt der Schweizer Gesandte mit dem Zug nach Hause. Er muss jedoch durch den Zoll bei Feldkirch. Dort verrichtet der ehrgeizige Zollwachinspektor Laurenz Hasenhüttl seinen Dienst. Nur allzu gern möchte er Oberinspektor werden und so untersucht er den Zug von Wien nach Zürich besonders gründlich. Im Übereifer hält er den Schweizer Bankgesandten und die zufällig mit ihm reisende Geliebte des Finanzministers für ein gesuchtes Betrüger-Pärchen. Der gefundene Zollvertrag – für ihn völlig unfassbar – bestärkt ihn noch mehr in dieser Ansicht.
Das vermeintliche Gauner-Pärchen hinter Schloss und Riegel, fährt Hasenhüttl in Erwartung von besonderer Belobigung und Beförderung nach Wien zu seinem Dienstherrn, dem Herrn Finanzminister. Kaum dort angekommen, liest er in der Zeitung, dass das gesuchte Gauner-Pärchen ganz woanders dingfest gemacht worden wäre. Sofort wendet sich Hasenhüttl an die Zeitungsredaktion um deren vermeintlichen Irrtum zu korrigieren. Der Chefredakteur erkennt jedoch den als Beweisstück vorgelegten Zollvertrag als echt an und macht Hasenhüttl gegen dessen Wissen und Willen zum Aufdecker eines großen Polit-Skandals, dem nicht nur die Ehe des Finanzministers, sondern auch die gesamte österreichische Regierung zum Opfer fällt. Der neue Finanzminister – ohne Hasenhüttl wäre er ja nicht ins Amt gelangt – ernennt diesen schließlich dann doch noch zum Oberinspektor.

## Deutung des Films
Diese wohl konstruierte Politkomödie mit Hans Moser als komischem, aber dennoch autoritären Zollbeamten, ist eine Verspottung von demokratischen Institutionen, der Kabinettspolitik sowie der freien Presse generell, und der Ersten Republik im Speziellen. Der Kanzler wurde von Oskar Sima gespielt, der in seinen jungen Jahren fast ausschließlich Typen mit negativen Charakter darstellte. Der Finanzminister wurde als inkompetent dargestellt – nicht zuletzt, da er sich besser im Nachtleben als im Staatshaushalt auszukennen schien. Seine Fehlentscheidungen wurden von den Untergebenen stets willfährig ausgeführt, mit katastrophalen Folgen für das Budget. Das ganze republikanische System wird als korrupt und unfähig dargestellt. Dies kann zwar im Sinne einer Satire als komisch betrachtet werden, doch wenn man den politischen Hintergrund berücksichtigt, soll es vor allem den Anschluss Österreichs als Befreiung von einem korrupten und unfähigen Staat rechtfertigen. Auf der anderen Seite wird in diesem Film ständig das Wort Österreich benutzt – natürlich in abfälliger Weise. Dadurch widerlegt der Film aber den in Österreich weitverbreiteten Glauben, dass das Wort Österreich während der Nazi-Zeit verboten gewesen wäre.
Bei der Verhaftung des Schweizer Gesandten und seiner Geliebten „Milena“ stellte der Zollbeamte fest, dass deren richtiger Name „Machek“ sei, was ihn in seinem Glauben, es handle sich um ein Betrügerpärchen, noch bestärkte. Auch die tatsächlichen Zollbetrüger tragen slawische Namen: Havlicek und Czamska. Auch dies ist eine weitere Bedienung der nationalsozialistischen Ideologie, die die Slawen als „Untermenschen“ ansahen, und diese Behauptung unter anderem durch die Kriminalisierung des ganzen Volkes zu untermauern versuchte.

## Auszeichnungen
- Die Filmprüfstelle verlieh Liebe ist zollfrei das Prädikat „volkstümlich wertvoll“.

## Kritiken
„Trotz einiger Spitzen gegen die Republik Österreich vor dem ‚Anschluß‘ an Nazi-Deutschland und Spötteleien gegen die Schwächen des Beamtentums eine kaum harmlose Komödie; sie lebt vor allem vom Spiel Hans Mosers, der den autoritätsgläubigen Uniformträger karikiert.“